# Cincinnati Bengals
A Cincinnati Bengals amerikaifutball-csapat az Amerikai Egyesült Államokban, az ohiói Cincinnatiban, amely az NFL AFC konferenciájának északi csoportjában játszik.

## Története
A klubot 1967. május 23-i dátummal alapította Mike Brown, de Cincinnatiban már működött amerikaifutball-csapat 1937 és 1941 között. Brown erősen kötődött a sportághoz, hiszen 1946-tól egészen 1962-ig a vezetőedző volt a Cleveland Brownsnál, ahonnan a tulajdonossal (Art Modell) való ellentéte miatt távozott. Amikor James Rhodes, Ohio kormányzója kezdeményezésére a város új csapat indítását és új stadion építését határozta el, Mike Brown az ötlet mellé állt. Mivel Brown rendelkezett a Cleveland Browns színeinek jogával, ahhoz hasonló fekete, narancssárga, fehér színekből álló csapatszíneket választott, a mintázatot pedig a városban akkoriban népszerű állatkerti bengáli tigristől „kölcsönözték”. A franchise az AFL bajnokság középső csoportjában indult, és Brown a tulajdonosi funkció mellett a vezetőedzői feladatot is vállalta.
A csapat az első két szezonban amolyan „újonccsapat”-kezdést produkált, két év alatt mindössze hét győzelmet aratott. Jól sikerült az AFL és NFL egyesülése utáni első év (1970), amikor 8–6-os alapszakasz mérleggel bejutottak a rájátszásba, de ott a Baltimore Coltstól simán kikaptak, 17–0-ra. Brown 1969-ben és 1970-ben az év edzője lett, Paul Robinson 1968-ban, Greg Cook 1969-ben pedig az év újonca lett. Brown 1975-ig volt vezetőedző, és irányításával ezalatt még kétszer jutottak a playoffba, de ott már nem voltak sikeresek. 1976-ban Bill „Tiger” Johnson, 1978-ban Homer Rice volt a csapat vezetőedzője, de nem tudtak kilépni a középszerűségből. 1980-ban Forrest Gregget szerződtették, aki játékosként hatszoros NFL-bajnok volt, és edzőként gondosan összeállított csapatot küldött pályára, és 1981-ben már 12–4-es mutatót értek el, megnyerték csoportjukat, és bejutottak a rájátszásba. Az első meccsen 28–21-re megverték a Buffalót (ez volt a csapat első playoff-győzelme), a másodikon fölényes biztonsággal jutottak túl a San Diegón (27–7), az AFC bajnoka lettek és bejutottak a Super Bowlba. A Pontiac Silverdome-ban lejátszott 16. nagydöntőben (az amerikai himnuszt Diana Ross énekelte) az NFC bajnoka, a San Francisco 49ers azonban 26–21-re legyőzte őket.
Az 1983-as csonka szezonban is kiválóan teljesítettek, de a rájátszásban kikaptak a New York Jetstől. A következő szezonok nem sikerültek a Bengals számára. 1988-ban azonban Sam Wyche vezetőedző irányításával ismét kivételesen eredményesen szerepeltek: 12–4-gyel zárták az alapszakaszt, amelynek az MVP-je Boomer Esiason, a Bengals irányítója lett. A rájátszás első mérkőzésén 20–12-re verték a Seattle Seahawksot, majd a Buffalón is túljutottak (21–10). A Super Bowl XXIII mérkőzést Miamiban játszották le 1989. január 22-én, az ellenfél ismét a San Francisco 49ers volt. Közvetlenül a mérkőzés előtt olyan esemény történt, ami – többek szerint meghatározó módon – megzavarta a csapatot: Stanley Wilson running back „bedrogozta” magát, és nem tudott a csapat rendelkezésére állni. A Bengals ennek ellenére jól tartotta magát, a változatos mérkőzés utolsó percéig vezetett, de a vége 20–16-os vereség lett.
A következő évek komoly visszaesést hoztak, a csapat folyamatosan negatív mutatót ért el, 2005-ig mindössze kétszer volt 8–8-as mutatójuk. 1991-ben elhunyt az alapító tulajdonos, és a helyére a fia, Mike Brown állt. 2003-ban Marvin Lewis állt az addigi Dick LeBeau vezetőedző helyére. 2005-ben végre 11–5-ös alapszakaszbeli mutatót követően bejutottak a rájátszásba, de ott a Pittsburgh Steelerstől kikaptak 31–17-re. A következő évben ismét súlyos helyzetbe került a franchise: 2006 és 2007 között tíz játékosukat tartóztatták le különböző bűncselekmények gyanújával. Ezután 2009-ben – további számos, a csapatot sújtó esemény ellenére – 10–6-ra hozták az alapszakaszt, megnyerték a csoportjukat, de a rájátszásban ismét vereséget szenvedtek (New York Jets, 24–14).
2010-ben gyenge, 5–11-es mérkőzésmutatót értek le, 2011-ben azonban már pozitív lett a mutatójuk: 9–7. A rájátszás első meccsén azonban ismét kikaptak, a Houston Texans verte őket 31–10-re.